# 선유로
선유로(仙遊路)는 서울특별시 영등포구 문래동 5번지에서 양평동 양화대교 남단교차로를 잇는 왕복 4~8차선 도로로써, 총 연장은 4.2Km이다.

## 노선
- 경인로71길 - 근로자회관사거리 - 문래공원사거리 - GS홈쇼핑 - 양남사거리 - 서울남부고용노동지청 - 당중초등학교 - 경인고속입구 교차로(선유사거리) - 선유고등학교 - 강서세무서 - 양평동사거리 - 양화대교

## 연결 도로
기점에서는 경인로71길과 교차되고, 근로자회관사거리에서 도림로, 문래 현대힐스테이트사거리에서 문래로, 경인고속입구 교차로(선유사거리)에서는 국회대로, 양평동사거리에서는 노들로과 양평로와 교차되고, 양화대교를 건너서 양화로와 직결된다.

## 주요 건물 및 시설
- KT&G 영등포지사
- GS홈쇼핑
- 고용노동부 서울남부지청
- 당중초등학교
- 코스트코 양평점
- 선유중학교, 선유고등학교
- 강서세무서
- 양화대교전망대
- 선유도공원

## 같이 보기
- 경인로
- 노들로
- 도림로
- 양화로